# Ligustrum henryi
Ligustrum henryi é uma espécie de planta com flor pertencente à família Oleaceae. 
A autoridade científica da espécie é Hemsl., tendo sido publicada em Journal of the Linnean Society, Botany 26(173): 90. 1889.

## Portugal
Trata-se de uma espécie presente no território português, nomeadamente no Arquipélago dos Açores.
Em termos de naturalidade é possivelmente introduzida na região atrás indicada.

## Protecção
Não se encontra protegida por legislação portuguesa ou da Comunidade Europeia.